# Andrew Radford
Andrew Radford (Woking, 3 de julio de 1945-16 de diciembre de 2024) fue un lingüista británico cuyos libros de texto sobre sintaxis gozan de fama internacional.

## Biografía
Nació en un pueblo cerca de Guildford, en Reino Unido. Estudió francés, italiano y rumano en la Universidad de Cambridge, donde también realizó un doctorado (PhD) en sintaxis inglesa. Trabajó en la Universidad de Essex como catedrático y fue profesor investigador en lingüística en la Universidad de Cambridge. Durante diez años fue profesor y jefe del departamento de lingüística de la Universidad de Bangor. Está casado y es amante del fútbol. Radford es autor de múltiples publicaciones sobre sintaxis y adquisición del lenguaje, y ha escrito numerosos libros de texto de sintaxis utilizados como material didáctico en todo el mundo. En la actualidad ostenta el título de Catedrático Emérito de Lingüística en la Universidad de Essex.

## Publicaciones

### Libros
- 2016 Analysing English Sentences. 2nd edition. Cambridge University Press.
- 2009 Introduction to English Sentence Structure. Cambridge University Press.
- 2009 Analysing English Sentences. A Minimalist Approach. Cambridge University Press.
- 2004 Minimalist Syntax: Exploring the structure of English, in press with Cambridge University Press (approx. 500 pages)
- 2004: English Syntax: An Introduction, in press with Cambridge University Press (approx. 300 pages)
- 1999: Linguistics: An Introduction, (Introducción a la lingüística) Cambridge University Press (with R M Atkinson, D Britain, H Clahsen, A J Spencer), pp. 438+xiv, ISBN 0-521-47854-5 (A Spanish translation has appeared)
- 1997: Syntactic Theory and the Structure of English, Cambridge University Press, pp.558+xii, ISBN 0-521-47707-7 (a Korean translation has also appeared)
- 1997: Syntax: A Minimalist Introduction, Cambridge University Press, pp. 278+ix, ISBN 0-521-58914-2; Japanese translation, Nyuumon minimarisuto toogoron, published in 2000 by Kenkyusha, Tokyo, ISBN 4-327-40122-6; a Korean translation has appeared
- 1990: Syntactic Theory and the Acquisition of English Syntax: the nature of early child grammars of English, Blackwell, Oxford (pp. 311+viii), ISBN 0-631-16358-1; reprinted 1993; 1994; Korean translation pending
- 1988: Transformational Grammar, Cambridge University Press (pp. 621+xv), ISBN 0-521-34750-5 (Malay translation Tatabahasa Transformasi, Karya Terjemahan Bahasa dan Pustaka, 1994; Portuguese translation pending]
- 1981: Transformational Syntax, Cambridge University Press (pp. 402+ix) ISBN 0-521-24274-6 Korean student edition published by United Publishing and Promotion Co. in 1984 [reprinted 1988]; Taiwanese edition published by Bookman Books, 1987; Italian translation La Sintassi Trasformazionale) published in 1983 by Il Mulino, Bologna; Japanese translation Henkei Toogoron published in 1984 by Kenkyusha, Tokyo (ISBN 4-327-40080-7); Korean translation Pyun Hyung Mundpup Yran published in 1985 by Munwha Sa, South Korea [reprinted 1986]; Spanish translation Introducción a la Sintaxis Transformativa published by Teide, Barcelona in 1988
- 1977: Italian Syntax, Cambridge University Press (pp. 271+ix)

### Artículos
- 2004: Review of M-T Guasti Language Acquisition: The Growth of Grammar, to appear in Language
- 2004: 'A linguistic perspective on language acquisition', to appear in Contemporary Psychology.
- 2002: 'The Nature of the Grammatical Deficit in Specific Language Impairment: Evidence from an English Case Study', Proceedings of 4th Annual Conference of the Japanese Society for Language Sciences, Japan Women's University, pp. 3-22
- 2001: 'Case, Agreement and EPP: Evidence from an English-speaking child with SLI', Essex Research Reports in Linguistics 36: 42-81
- 2001: 'Reply to Peters', Journal of Child Language 28: 272-274
- 2000: 'Children in search of perfection: Towards a minimalist model of language acquisition', Essex Research Reports in Linguistics 34: 57-74
- 2000: 'NP shells', Essex Research Reports in Linguistics, 33: 2-20
- 2000: 'T-contraction in a phase-based theory of grammar', Essex Research Reports in Linguistics, 33: 21-32
- 2000: 'On object displacement in English passives', Essex Research Reports in Linguistics, 33: 33-49
- 2000: 'The syntax of clauses', Essex Research Reports in Linguistics, 33: 50-72
- 1998: 'Genitive subjects in child English', Lingua 106: 113-131
- 1998: 'Children's possessive structures: a case study', Essex Research Reports in Linguistics 19: 37-45 (with J. Galasso)
- 1998: 'Case, agreement and underspecification in child English', Essex Research Reports in Linguistics 20: 68-80
- 1997: 'Verso un'analisi delle frasi esclamative in italiano' (= 'Towards an analysis of clausal exclamatives in Italian'), in Lorenzo Renzi & Michele Cortelazzo (eds) La Linguistica Italiana Fuori d'Italia, Bulzoni, Società Linguistica Italiana, Rome, pp. 93-123, ISBN 88-8319-106-4
- 1996: 'The Nature of Children's Initial Clauses', in M. Aldridge (ed) Child Language, Multilingual Matters, Philadelphia, pp. 112-148, ISBN 1-85359-316-8
- 1996: 'Towards a Structure-Building Model of Acquisition', in H. Clahsen (ed.) Generative Perspectives on Language Acquisition, Benjamins, Ámsterdam, pp. 43-89, ISBN 90-272-2480-3
- 1995: 'Phrase Structure and Functional Categories', in P. Fletcher & B. McWhinney (eds) The Handbook of Child Language, Blackwell, Oxford, pp. 483-507, ISBN 0-631-18405-8
- 1995: 'Children: Architects or Brickies?', in D. MacLaughlin & S. McEwen (eds) Proceedings of the 19th Annual Boston University Conference on Language Development: vol 1, Cascadilla Press, Somerville Mass, pp. 1-19, ISBN 1-57473-000-2 [text of keynote address]
- 1995: 'The morphosyntax of subjects and verbs in Child Spanish: a case study', Essex Research Reports in Linguistics 5: 23-67 (with I. Ploennig-Pacheco)
- 1994: 'Tense and Agreement Variability in Child Grammars of English', in B Lust, M Suñer & J Whitman (eds) Syntactic Theory and First Language Acquisition: Cross-Linguistic Perspectives, vol 1: Heads, Projections and Learnability, Laurence Erlbaum Associates, Hillsdale NJ, pp. 135-157, ISBN 0-8058-1351-9
- 1994: 'The Syntax of Questions in Child English', Journal of Child Language, 21: 211-236, ISSN 0305-009-21.1
- 1994: 'Clausal Projections in Early Child Grammars', Essex Research Reports in Linguistics 3: 32-72
- 1993: 'Head-hunting: on the trail of the nominal Janus', in G. Corbett et al. (eds) Heads in Grammatical Theory, Cambridge University Press, pp. 73-113 [ISBN 0-521-42070-9]
- 1992: 'The Acquisition of the Morphosyntax of Finite Verbs in English', in J.M. Meisel (ed.) The Acquisition of Verb Placement: Functional Categories and V2 Phenomena in Language Acquisition, Kluwer, Dordrecht, pp. 23-62 [ISBN 0-7923-1906-0]
- 1992: 'The Grammar of Missing Arguments in Early Child English', in R Tracy (ed) Who Climbs the Grammar Tree, Niemeyer, Tübingen, pp. 179-203
- 1992: 'Comments on Roeper and De Villiers', in J Weissenborn, H Goodluck and T Roeper (eds) Theoretical Issues in Language Acquisition, Erlbaum, Hillsdale NJ, pp. 237-248 [ISBN 0-8058-0380-7]
- 1992: 'Small Children's Small Minds', Essex Occasional Papers in Linguistics vol. 32, pp. 83-109.
- 1992: 'Functional Projections of the Noun', Essex Occasional Papers in Linguistics vol. 32, pp. 1-25.
- 1991: 'On the Syntax of Determiners in English', in Proceedings of the 4th International Symposium on Greek-English Contrastive Linguistics.
- 1990: 'The Nature of Children's Initial Grammars of English', in I.M. Roca (ed.) Logical Issues in Language Acquisition, Foris, Dordrecht
- 1990: 'The syntax of nominal arguments in early child English', Language Acquisition vol. 1 no. 3, pp. 195-223
- 1989: 'The Status of Exclamative Particles in French', in DJ Arnold et al. (eds) Essays on Grammatical Theory and Universal Grammar, Oxford University Press, pp. 223-284
- 1988: 'Small Children's Small Clauses', Transactions of the Philological Society, 86: 1-46
- 1988: review of H. van Riemsdijk & E. Williams (1986) Introduction to the Theory of Grammar, Journal of Linguistics
- 1988: review of B. Jacobsen (1986) Modern Transformational Grammar, Journal of Linguistics
- 1987 'The Acquisition of the Inflection System' in W Lörscher & R Schulze (eds) Perspectives on Language in Performance, Gunter Narr Verlag, Tübingen [with M Aldridge]
- 1987: 'The Acquisition of the Complementiser System', Research Papers in Linguistics, 2: 55-76, University College of North Wales, Bangor
- 1986: 'Small Children's Small Clauses', Research Papers in Linguistics 1: 1-44, University College of North Wales, Bangor
- 1983: review of P.H. Matthews Syntax (CUP), Romance Philology
- 1982: 'The Syntax of Verbal Wh-exclamatives in Italian', in NB Vincent and MB Harris (eds) Studies in the Romance Verb, Croom Helm, London, pp. 185-2O4
- 1980: review of G. Lepschy Saggi di Linguistica Italiana, Modern Language Review
- 1980: 'La Teoria della Traccia, la Condizione del Soggetto Specificato e la salita dei Pronomi Clitici nelle Lingue Romanze', Rivista di Grammatica Generativa 2: 241-315
- 1979: 'Clitics under Causatives in Romance', Journal of Italian Linguistics 1: 137-181
- 1979: 'The functional basis of transformations', Transactions of the Philological Society, 1-42
- 1978: 'Agentive Causatives in Romance: accessibility versus passivisation', Journal of Linguistics
- 1978: 'On the syntax, semantics and pragmatics of the accusative and infinitive construction in Italian', Italian Linguistics 87-11O
- 1978: review of I. Robinson The New Grammarian's Funeral, Review of English Studies
- 1977: review of RS Kayne French Syntax, Journal of Linguistics 13: 118-28
- 1977: 'Counter-filtering rules', York Papers in Linguistics 7: 7-45
- 1976: 'On arguing against the VSO hypothesis', UEA Papers in Linguistics 2: 22-35
- 1976: 'On the nondiscrete nature of the Verb-Auxiliary distinction in English', Nottingham Linguistic Circular, 5: 8-19
- 1975: 'Pseudo-relatives and the unity of Subject Raising', Archivum Linguisticum 6: 32-64
- 1975: 'On the applicability of Raising', York Papers in Linguistics 5: 181-93 (with GK Pullum)